# Isaac Boakye
Pour les articles homonymes, voir Boakye.
Isaac Boakye est un footballeur ghanéen né le 26 novembre 1981 à Kumasi.

## Sélection
- Ghana : 17 sélections / 6 buts
- Première sélection le 3 juin 2001 : Zimbabwe - Ghana (1-2)
- Premier but le 3 juin 2001 : Zimbabwe - Ghana (1-2)

Isaac Boakye compte 17 sélections pour 13 titularisations et 6 buts inscrits entre 2001 et 2005.
Il débute contre le Zimbabwe lors d'un match de qualifications pour la Coupe d'Afrique des nations 2002, match au cours duquel il inscrit le but de la victoire et de la qualification dans les arrêts de jeu de la seconde mi-temps.
À la suite de cela, il participe justement à la Coupe d'Afrique des nations 2002.

## Palmarès
Vierge